# Plagiostenopterina dubiosa
Plagiostenopterina dubiosa är en tvåvingeart som beskrevs av Malloch 1931. Plagiostenopterina dubiosa ingår i släktet Plagiostenopterina och familjen bredmunsflugor. Inga underarter finns listade i Catalogue of Life.